# MI5
MI5 (англ. Military Intelligence), официально Служба безопасности (англ. Security Service) — государственное ведомство британской контрразведки, осуществляющее свою деятельность в соответствии с полномочиями, предоставленными «Законом о службе безопасности 1989 года» министру внутренних дел Соединённого Королевства, но не входящее в структуру Министерства внутренних дел. С 1995 года расположено в Темз-хаусе в Лондоне. Входит в структуру Объединённого разведывательного комитета. В обязанности MI5 входит защита национальной безопасности Соединённого Королевства от скрыто организуемых угроз. Такие угрозы включают в себя терроризм, шпионаж и распространение оружия массового уничтожения. Кроме того, МИ5 предоставляет консультации в сфере безопасности целому ряду других организаций и помогает им снизить уязвимость для возможных угроз, в частности, являясь неотъемлемой частью Объединённого разведывательного комитета.

## История
Учреждена в начале XX века на волне антигерманских настроений, подогревавшихся в то время в английском обществе при поддержке правящей элиты Британской империи — в рамках подготовки к Первой мировой войне.
В октябре 1909 года, следуя рекомендации Комитета имперской безопасности, в которой указывалось на опасность немецкого шпионажа для британских портов, капитан Южно-стаффордширского полка Вернон Келл и капитан королевского флота Джордж Мэнсфилд Смит-Камминг вместе создали бюро Секретной службы.
Получив дополнительный запрос от Адмиралтейства о новых немецких кораблях, Келл и Каммингс решили разделить работу. В результате «Кей» стал отвечать за контрразведку (будущую MI5), а «Си» — за внешнюю разведку (MI6).
С 1909 года до начала Первой мировой войны бюро Секретной службы выявило более чем 30 шпионов, входящих в сеть немецкой разведслужбы. В это время бюро состояло всего из десяти человек, включая Келла. В начале войны бюро было переподчинено военному кабинету. 
В январе 1916 года бюро стало частью нового директората военной разведки и получило наименование MI5.
Во время войны функции MI5 были расширены, и теперь они включали координацию политики правительства в отношении союзников, вопросы безопасности и прочее. MI5 также начало заниматься контрразведкой по всей Европе. К концу войны, во время которой были пойманы 35 шпионов, штат MI5 состоял уже примерно из 850 сотрудников.
После революции 1917 года в России работа MI5 стала включать предупреждение коммунистической угрозы и саботажа в армии. Эти угрозы получили дополнительный резонанс в середине 1920-х годов, после публикации «письма Зиновьева», в котором Коминтерн назначался ответственным за поддержку британской коммунистической партии, которая должна заниматься саботажем внутри Империи. Это письмо вызвало фурор. Расследование, проведённое недавно историками Форин-офис, показало:
Разведка царской России была отлично организована. Вполне возможно, что её агентура использовалась белыми для того, чтобы сфабриковать документ, который разрушал англо-советские связи и должен был привести к краху лейбористское правительство…
15 октября 1931 года формальная ответственность за предупреждение угроз национальной безопасности Соединённого Королевства в части борьбы с ирландскими террористами и анархистами также была возложена на MI5. Эта дата считается днём создания «Секретной службы». Это название заменило «MI5» в обиходе.
После прихода Гитлера к власти новая служба должна была бороться с новой угрозой нацизма. В начале 1939 года Служба насчитывала только 30 офицеров, а её отдел наблюдения состоял всего из шести человек. Вскоре после начала Второй мировой войны Секретная служба переехала в здание тюрьмы «Уормвуд-Скрабс», однако в конце 1940 года большая часть аппарата Службы была эвакуирована в Бленхейм Пэлас. В сентябре 1940 года большая часть архивов Службы сгорела в результате немецких бомбежек. К началу войны Служба была плохо подготовлена к возросшим угрозам. В начале 1941 года Дэвид Петри был назначен первым генеральным директором Секретной службы. Новый начальник начал с коренной перестройки всей организации Службы.
Это не помешало службе успешно справляться с задачами контрразведки. После захвата в 1945 году архивов немецкой разведки выяснилось, что за время войны в Великобритании действовали 115 агентов Германии, при этом все, кроме одного, были успешно выявлены и арестованы. Лишь один избежал ареста — он покончил жизнь самоубийством. Часть агентов была перевербована Службой и поставляла немцам дезинформацию.
После начала холодной войны внимание Службы переключилось на борьбу с советской угрозой. Служба сконцентрировалась на деятельности коммунистической партии Великобритании, которая в начале 1940-х насчитывала 55 тысяч членов. Впрочем, существование «кембриджской пятёрки» прекрасно иллюстрирует тогдашние возможности советской разведки по вербовке агентов на идеологической основе.
В 1952 году премьер-министр Уинстон Черчилль передал персональный контроль над Секретной Службой Секретарю по внутренним делам, который выпустил директиву, определившую структуру и задачи Службы вплоть до 1989 года. В начале 1950-х штат Службы вновь вырос до 850 человек, включая 40 офицеров связи по всему миру.
В 1960-е годы были идентифицированы ещё несколько советских шпионов, например, Джордж Блейк и Джон Вессал. Доклад лорда Деннинга по «делу Профьюмо» в 1963 году впервые открыл публике некоторые сведения о роли и задачах Службы. Самое значимое событие этого периода относится к 1971 году, когда были высланы 105 сотрудников советского посольства.
В конце 1970-х ресурсы Службы были частично перенаправлены на борьбу с международным и ирландским терроризмом. Первые антитеррористические подразделения появились в службе в конце 1960-х, в ответ на несколько террористических актов.
Захват иранского посольства в Лондоне в 1980 году и бюро ливийского народа в 1984 году[прояснить] вызвали увеличение финансирования этих подразделений. В течение 1970-х и 1980-х годов Служба играла лидирующую роль в координации борьбы с терроризмом среди западных спецслужб.
В 1983 году Майкл Беттани, сотрудник Службы, завербованный КГБ, был осуждён за шпионаж. После запроса Комиссии по безопасности, в котором упоминались недостатки в деятельности службы, новым генеральным директором MI5 был назначен Энтони Дафф, бывший директор Форин-офис. Он начал разработку новой законодательной базы для деятельности Службы, и в результате в 1989 году был принят Security Service Act 1989.
Окончание холодной войны привело к большим изменениям в работе службы. В октябре 1992 года функции борьбы против ирландского терроризма были переданы из городской полиции в MI5.

### XXI век
14 мая 2018 года глава МИ-5 Эндрю Паркер выступил перед европейскими коллегами в Берлине. Речь Паркера была посвящена России, которую глава МИ-5 обвинил в нарушениях международного законодательства. В частности, Паркер высказал мнение о том, что Россия пытается саботировать европейскую демократию, используя при этом гибридную тактику:

Новая доктрина российского правительства сочетает манипуляцию СМИ, дезинформацию и искажение информации в соцсетях с новыми и классическими формами шпионажа; кибератаки высокого уровня, военную силу и криминальный бандитизм.

По мнению Паркера, Россия имеет также отработанную тактику реакции на обвинения:
Включается режим лжи с невозмутимым лицом в сочетании с насмешками над оппонентом

## Генеральные директора
- Сэр Вернон Келл, 1909 — 1940
- Освальд Аллен Харкер, июнь 1940 — апрель 1941 (исполняющий обязанности)
- Сэр Дэвид Петри[англ.], 1941—1946
- Сэр Перси Силлитоу[англ.], 1946—1953
- Сэр Дик Уайт[англ.], 1953—1956
- Сэр Роджер Холлис[англ.], 1956—1965
- Сэр Мартин Фёрнивел Джонс[англ.], 1965—1972
- Сэр Майкл Хэнли[англ.], 1972—1979
- Сэр Говард Смит, 1979—1981
- Сэр Джон Джонс[англ.], 1981 — 1985
- Сэр Энтони Дафф, 1985 — 1988
- Сэр Патрик Уокер, 1988—1991
- Стелла Римингтон, 1992—1996
- Сэр Стивен Ландер, 1996—2002
- Элиза Мэннингем-Буллер, октябрь 2002 — 20 апреля 2007
- Сэр Джонатан Эванс, апрель 2007 года — апрель 2013
- Сэр Эндрю Паркер, апрель 2013 — апрель 2020
- Кен Маккаллум, апрель 2020 — н. в.[5].

## Телесериалы
- с 2002 по 2011 год на Би-би-си демонстрировался сериал «Призраки» (англ. Spooks) о деятельности службы;
- с 2022 по 2024 год на Apple TV+ демонстрировался британский телесериал в жанре шпионского триллера «Медленные лошади» (англ. Slow Horses), в котором действуют агенты службы.